# Tillandsia 'Padre'
Tillandsia 'Padre' es un  cultivar híbrido del género Tillandsia perteneciente a la familia  Bromeliaceae.
Es un híbrido creado  con las especies Tillandsia roland-gosselinii × Tillandsia chiapensis.